# Vîțiv, Starîi Sambir
Vîțiv (în ucraineană Виців) este un sat în comuna Hrozovo din raionul Starîi Sambir, regiunea Liov, Ucraina.

## Demografie
Componența lingvistică a localității Vîțiv
     Ucraineană (100%)
Conform recensământului din 2001, toată populația localității Vîțiv era vorbitoare de ucraineană (100%).